# 대한상공인당
대한상공인당(大韓商工人黨)은 2024년에 창당된 대한민국의 정당이다.

## 정강정책
대한상공인당은 우리나라 소상공인, 중소기업, 스타트업 등에 종사하는 1,850만 상공인의 권익을 대변함과 아울러, 공동체적인 관심과 배려가 필요한 노인, 청년, 장애인, 소비생활 피해자, 탈북자, 기초생활수급자, 법률구조대상자, 다문화가정, 취약분야 근로자 등 경제·사회적 약자의 지위 향상을 추구한다.
이를 위해 헌법 제119조에 따른 경제민주화, 헌법 제123조와 제124조에 따른 중소기업 및 소비자보호운동의 실천을 통하여 대기업이나 대규모 자본에 비해 경제적 약자인 전통 및 재래시장의 소상인 및 자영업자, 광업․제조업․건설업․운수업 등의 중소기업과 스타트업 등의 종사자에 대한 권익보호에 진력함으로써 일하는 사람이 존중받으며, 노력하는 자에게 합리적인 보상이 주어짐으로써 공정하고 다 함께 더불어 삶을 영위하는 세상을 만들어 가는데 앞장설 것이다.
또한 헌법 제10조에 따른 인간으로서의 존엄과 가치 및 행복추구권과 기본적 인권을 실현하고, 헌법 제34조에 따른 인간다운 생활권 확보를 위해 노인, 청년, 장애인, 소비생활 피해자, 탈북자, 기초생활수급자, 법률구조대상자, 다문화가정, 취약분야 근로자 등 사회적으로 소외된 공동체 구성원에 대한 생존권 보장 및 동반 성장의 기회 제공과 권익보호에 전력을 다할 것이다.

## 주요 선거 결과

### 국회의원 선거
|  | 0% |

|  | 0.01% |

|  | 0% |